# 阿尔特维莱尔 (摩泽尔省)
阿尔特维莱尔（法語：Altviller，法語發音：[altvilɛʁ]；洛林法兰克语：Òltwilla）是法国摩泽尔省的一个市镇，属于福尔巴克-布莱摩泽尔区。

## 地理
阿尔特维莱尔（49°4'21"N, 6°43'58"E）面积4.85 平方千米，位于法国大東部大區摩泽尔省，该省份为法国东北部内陆省份，是洛林的一部分，西南接默尔特-摩泽尔省，东临下莱茵省，北与卢森堡和德国接壤。
与阿尔特维莱尔接壤的市镇（或旧市镇、城区）包括：福尔什维莱尔、拉尚布尔、瓦勒埃贝尔桑、瓦尔蒙。

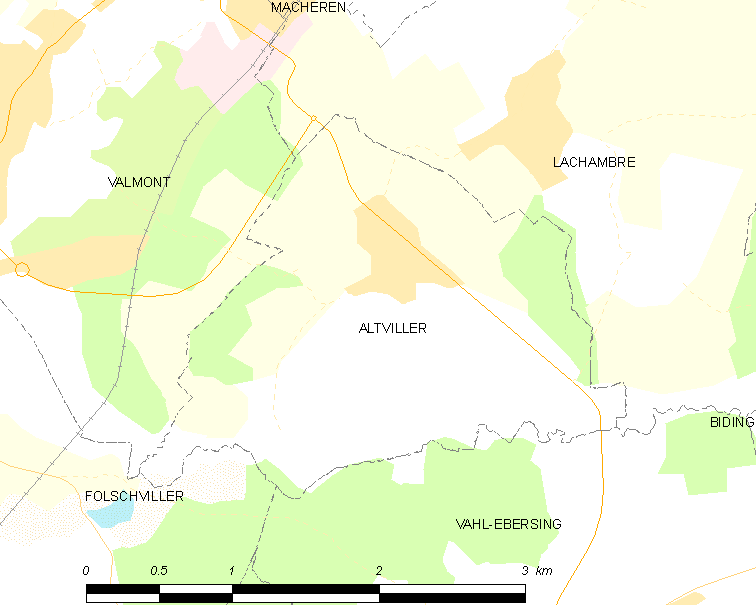
的OSM定位图

阿尔特维莱尔的时区为UTC+01:00、UTC+02:00（夏令时）。

## 行政
阿尔特维莱尔的邮政编码为57730，INSEE市镇编码为57015。

## 政治
阿尔特维莱尔所属的省级选区为圣阿沃尔德县。

## 人口

1962-2008年间人口变化图示

阿尔特维莱尔于2022年1月1日时的人口数量为531人。